# استارایا کازانوفکا
استارایا کازانوفکا (انگلیسی: Staraya Kazanovka) یک شهرک در شهرستان ملئوزوفسکی استان باشقیرستان کشور روسیه است.